# Accidente del An-12 de Trans Air Congo de 2011
El Accidente del An-12 de Trans Air Congo de 2011 tuvo lugar el 21 de marzo de 2011 cuando el Antonov An-12 registrado como TN-AGK de Trans Air Congo se estrelló durante la aproximación al aeropuerto de Pointe Noire, República del Congo. Un total de 23 personas murieron.

## Secuencia del accidente
El accidente tuvo lugar el 21 de marzo de 2011 a las 3:3 p. m. hora local (2:30 p. m. UTC), cuando un avión de carga de Trans Air Congo, anteriormente declarado como inseguro, se estrelló durante un vuelo regular en el distrito de Mvou-Mvou en Pointe-Noire. Aunque  no había METAR disponible del aeropuerto de Pointe Noire, las condiciones ambientales eran buenas, con temperaturas de 31 °C, QNH 1011 hPA bajando a 1007 hPa and y vientos del este al suroeste de entre 4 nudos (7 km/h) y 12 nudos (22 km/h).
El vuelo había sido autorizado a aterrizar en el aeropuerto de Pointe-Noire, y se encontraba aproximándose a la pista cuando tuvo lugar la colisión. De acuerdo con la embajada rusa, el vuelo intento realizar un aterrizaje de emergencia en el mar, pero fue incapaz de efectuarlo.
Había cuatro tripulantes a bordo. Inicialmente se dijo que cinco 'ilegales' viajaban a bordo, pero más tarde fue desmentido este extremo. El uso del Antonov An-12 para el transporte de pasajeros está prohibido en la República del Congo.
Hay informes contrapuestos respecto al número de muertos y heridos, que ronda la cifra de dieciséis, diecisiete, y diecinueve. El 23 de marzo, el alcalde de Pointe-Noire Roland Bouiti-Viaudo afirmó que se habían recuperado veintitrés cuerpos hasta la fecha.  El número de heridos fue de catorce. El 23 de marzo, la Agence Nationale de l'Aviation Civile du Congo publicó una actualización afirmando que solo cuatro tripulantes viajan dentro del avión. Resultaron muertos, así como diecinueve más en tierra.
El video del avión accidentado muestra que con el morro apunta al cielo a la vez que cae hacia tierra. Ambos motores comenzaron a expulsar gran cantidad de humo.  El humo producido en los motores parece ser el normal de un ahogamiento de motor. Si dos de los motores están ahogados, se experimenta una diferencia de empuje asimétrico, que es capaz de provocar que el avión se invierta a menos que se actúe correctamente. El video mostraba así mismo que el avión estaba configurado correctamente para el aterrizaje, con flaps extendidos y el tren bajado.  Un fallo de los dos motores del mismo ala de este tipo de avión puede exceder la capacitación del avión para contrarrestar el empuje asimétrico.